# Вандерблум (аеропорт)
Аеропорт Вандерблум (IATA: PRY, ICAO: FAWB) — аеропорт, що обслуговує столицю ПАР — місто Преторія. Він знаходиться в Вандерблумі (ПАР).
Вандерблум — це малий аеропорт і весь авіатрафік країни проходить через міжнародний аеропорт імені О. Р. Тамбо, що знаходиться в її найбільшому місті — Йоханесбург.